# Chōbyō Yara
Chōbyō Yara (屋良 朝苗, Yara Chōbyō) est un homme politique japonais, né le 13 décembre 1902 à Yomitan et mort le 14 février 1997 à Naha.
Il occupe le poste de gouverneur d'Okinawa de 1972 à 1976.